# Declana verrucosa
Declana verrucosa là một loài bướm đêm trong họ Geometridae.